# Irib
Irib (ros. Ириб) – wieś w Rosji, w Dagestanie, w rejonie czarodyńskim. W 2010 liczyła 1106 mieszkańców, głównie Awarów.